# Eupithecia lanceolaria
Eupithecia lanceolaria là một loài bướm đêm trong họ Geometridae.